# Festivalen (novell)
Festivalen (The Festival) är en novell av den amerikanske författaren H.P. Lovecraft som skrevs i oktober 1923. Den utkom första gången i den amerikanska science fiction- och skräcktidskriften Weird Tales i januari 1925.

## Handlingen
Berättelsen inspirerades av Lovecrafts första besök i  Marblehead i Massachusetts i december 1922. Lovecraft betecknade besöket som "det enskilt mest kraftfulla emotionella klimax jag upplevt under mina nästan fyrtio års levnad."
Berättelsen handlar om upplevelsen av firandet av den förkristna jultiden i den fiktiva staden Kingsport, i Massachusetts.

## Mottagande
För Lovecraft verkar novellen att ha varit en i mängden. Men hans författarvän Clark Ashton Smith skrev i ett brev till Lovecraft i oktober 1933: ”Även om du själv inte håller 'The Festival' särskilt högt, så har den en viktig plats i mitt hjärta. Den har en suggestiv kvalitet som sätter den före så många andra moderna berättelser på området."
Lovecraftkännaren S. T. Joshi har beskrivit "The Festival" som en berättelse av “synnerligt intresse” och har menat att “berättelsen kan ses som ett tretusen ord långt prosastycke på grund av hur texten förhåller sig till sig själv”.